# Pustomîtî, Horohiv
Pustomîtî (în ucraineană Пустомити) este localitatea de reședință a comunei Pustomîtî din raionul Horohiv, regiunea Volînia, Ucraina.

## Demografie
Componența lingvistică a localității Pustomîtî
     Ucraineană (99,69%)
     Alte limbi (0,16%)
Conform recensământului din 2001, majoritatea populației localității Pustomîtî era vorbitoare de ucraineană (99,69%), existând în minoritate și vorbitori de alte limbi.